# Missio in possessionem
Missio in possessionem, missiones - środek ochrony pozaprocesowej w prawie rzymskim. Missiones polegało na wprowadzeniu wierzyciela mocą pretora do części (missio in rem) lub całości (missio in bona) majątku dłużnika. Czynność ta następowała w dwóch fazach. Pierwsza, służyła do wywierania nacisku na opornego. Wierzyciel w tym czasie zabezpieczał sobie zachowanie cudzego majątku. Jeżeli to nie wywarło pożądanego skutku przystępowano do drugiej fazy. Pretor upoważniał wierzyciela do sprzedaży zajętych dóbr i zaspokojenia w ten sposób roszczeń, albo zezwalał mu na przejęcie zajętej rzeczy na własność.